# Elior Sion
Elior Benjamin Sion (* 1990) ist ein professioneller britischer Pokerspieler aus England. Er ist zweifacher Braceletgewinner der World Series of Poker, bei der er 2017 die Poker Player’s Championship für sich entschied.

## Pokerkarriere

### Werdegang
Sion spielt vorrangig Online-Cash-Games. Er nutzt bei PokerStars den Nickname Crazy Elior, mit dem er auch bei Full Tilt Poker aktiv war. Auf GGPoker ist er als SuperSolid unterwegs.
Seine erste Geldplatzierung bei einem Live-Turnier erzielte der Brite Mitte September 2010 bei der World Series of Poker Europe in London. Dort platzierte er sich bei einem Event der Variante No Limit Hold’em in den Geldrängen. Im Juni 2012 war er erstmals bei der Hauptturnierserie der World Series of Poker (WSOP) im Rio All-Suite Hotel and Casino am Las Vegas Strip erfolgreich und erreichte einen Finaltisch in der gemischten Variante H.O.R.S.E. Bei der WSOP 2016 belegte er bei der Poker Player’s Championship den neunten Platz und erhielt dafür mehr als 115.000 US-Dollar Preisgeld. Im Jahr darauf erreichte er beim selben Turnier den Finaltisch. Dort setzte er sich im Heads-Up gegen Johannes Becker durch und sicherte sich ein Bracelet sowie eine Siegprämie von knapp 1,4 Millionen US-Dollar. Mitte Juni 2018 wurde Sion beim in 8-Game gespielten Aria 25K im Aria Resort & Casino am Las Vegas Strip Zweiter und erhielt aufgrund eines Deals mit Philip Sternheimer 220.000 US-Dollar. Anfang August 2019 belegte Sion bei einem Turnier der Triton Poker Series in London den mit umgerechnet knapp 250.000 US-Dollar dotierten fünften Platz. Bei der World Series of Poker Online gewann er Mitte September 2023 die Short Deck Championship und sicherte sich mehr als 150.000 US-Dollar sowie sein zweites Bracelet.
Insgesamt hat sich Sion mit Poker bei Live-Turnieren mehr als 3 Millionen US-Dollar erspielt.

### Braceletübersicht
Sion kam bei der WSOP 27-mal ins Geld und gewann zwei Bracelets:
| Jahr   | Buy-in (in $) | Turnier                               | Teilnehmer | Preisgeld (in $) |
| ------ | ------------- | ------------------------------------- | ---------- | ---------------- |
| 2017 O | 50.000        | Poker Players Championship (6-Handed) | 100        | 1.395.767        |
| 2023 O | 05.000        | GGPoker.com – Short Deck Championship | 126        | 0.153.471        |